# Stafford (Virginia)
Stafford is een stad in het noorden van de Verenigde Statenin de staat Virginia. De stad heeft ongeveer 121100 Inwoners (2005). Stafford ligt net ten noorden van Fredericksburg. Het is gelegen tussen de metropolen van Washington D.C. en Richmond, de hoofdstad van Virginia. In het noorden van de stad ligt de marinebasis Quantico. Er lopen twee grote snelwegen en een grote spoorweg door Stafford, Namelijk de US Highway 1, de Interstate 95 en de Virginia Railway Express. Net als de rest van Noordelijk Virginia, evenals centraal Maryland, is het moderne Stafford gevormd door zijn nabijheid van de hoofdstad van het land. Het wordt grotendeels bevolkt door personen die werken bij de overheid, het leger van de V.S. of voor een van de vele midden- en kleinbedrijven.

## Geboren
- Erin Cahill (4 januari 1980), actrice
- Ben Nason (11 augustus 1984), voetballer

## Scholen in Stafford

### Hoge Scholen
- Brooke Point High School
- Colonial Forge High School
- Mountain View High School
- North Stafford High School
- Stafford Senior High School

### Middelbare Scholen
- T. Benton Gayle Middle School
- Edward E. Drew Middle School
- Stafford Middle
- Dixon-Smith Middle School
- Rodney Thompson Middle
- A.G. Wright Middle
- H.H. Poole Middle

### Basisscholen
- Garrisonville Elementary
- Kate Waller Barrett Elementary
- Anthony Burns Elementary
- Margaret Brent Elementary
- Moncure Elementary
- Park Ridge Elementary
- Rockhill Elementary
- Garrisonville Elementary
- Stafford Elementary
- Hampton Oaks Elementary
- Widewater Elementary
- Winding Creek Elementary